# جيمس ويتني يونغ
جيمس ويتني يونغ (بالإنجليزية: James Whitney Young)‏ هو عالم فلك أمريكي، ولد في 24 يناير 1941 في بورتلاند في الولايات المتحدة.